# گادسپید یو! بلک امپرور
گادسپید یو! بلک امپرور یک گروه پست-راک کانادایی است که در مونترآل، کوبک در ۱۹۹۴ پایه‌گذاری شد.

## تاریخچه

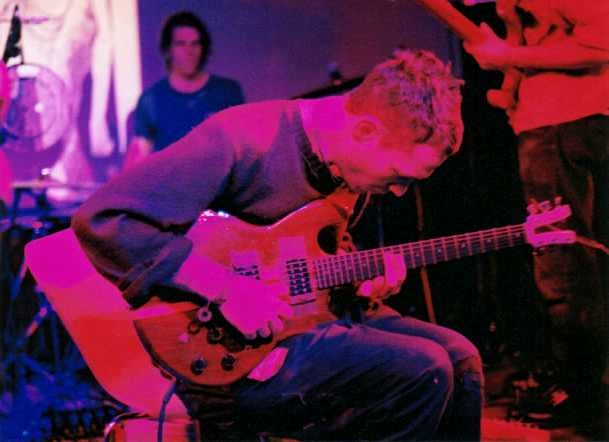
دیوید برایانت

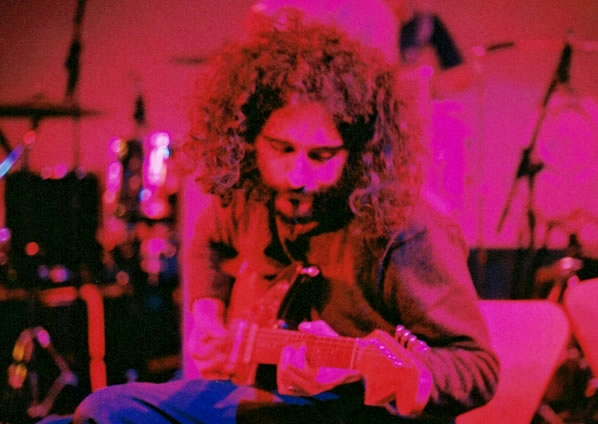
افریم منک درحال نواختن در نوامبر ۲۰۰۰.

نام گروه – Godspeed You! Black Emperor – برگرفته از یک مستند تلویزیونی سیاه و سفید ژاپنی به کارگردانی میتسو یاناجی‌ماچی در سال ۱۹۷۶ هست.
این گروه در ۱۹۹۴ در مونترآل، کوبک توسط افریم منک (گیتار الکتریک)، مایک مویا (گیتار الکتریک)، مائورو پزنته (گیتار بیس) پایه‌گذاری شد.

## کنسرت‌ها
پخش حلقه‌های فیلم روی پرده، بخش مهم اجرای این گروه است و افریم منک نیز توضیحاتی درباره‌ی تصاویر ِ در حال پخش در زمینه قرار می‌دهد.
این گروه قبل از اینکه ویدئوی اصلی خودشان منتشر شود، به حضار اجازه می‌دهند که از اجراهای زنده‌شان ویدئو ضبط کنند و آن را منتشر کنند.

## استفاده از موسیقی در فیلم و تلویزیون
آهنگ «East Hastings» از آلبوم اول این گروه «F♯ A♯ ∞» در فیلم بریتانیایی «۲۸ روز بعد» به کارگردانی دنی بویل استفاده شد، هرچند که به شدت ویرایش شده بود. این اقدام برای گادسپید غیرعادی بود و به هرحال بعد از پی‌گیری‌هایی که انجام شد، آهنگ از سی‌دی موسیقی متن فیلم حذف شد.
در سال ۲۰۰۵ گروه اجازه داد که از آهنگ‌های «Yanqui U.X.O.» در یک فیلم مستند به نام «Bombhunters» استفاده شود. این درحالی بود که آن‌ها معمولاً اجازه‌ای برای به‌کار بردن آهنگ‌های‌شان در فیلم‌ها نمی‌دادند، اما با ماهیت اجتماعی این فیلم می‌توانستند هم‌تراز شوند.
بخشی از آهنگ «Providence» نیز در مجموعه‌ی درام ِ «Superstorm» که بی‌بی‌سی در آوریل ۲۰۰۷ پخش می‌کرد استفاده شد.

## اعضا

### درحال حاضر
- دیوید برایانت – Electric guitar|guitar, tape loop|tapes
- افریم منک – guitar, tape loops keyboard instrument|keyboards
- مایک مویا – guitar
- سوفی ترودو – violin
- تری آمار – contrebasse, Bass guitar|bass
- مائورو پزنته – bass
- ایدن گرت – drums, percussion
- کارل لمیو -- Movie projector|film projections

### اعضای سابق
- بروس کادرن – drums, Drum kit|percussion
- نورسولا جان‌سون – cello
- راجر تلیر-Craig – guitar
- گری‌سون والکر – accordion
- جیمز چاو – keyboards, harpsichord, guitar
- تی پرت – Horn (instrument)|French horn
- جان لیتل‌فیر – Movie projector|film projections
- فلافی ارسکاین – film projections

## دیسکوگرافی
- All Lights Fucked on the Hairy Amp Drooling (1994, cassette limited to 33 copies)
- F♯ A♯ ∞ (1997, initially in an edition of five hundred copies, numbered, with various inserts including a train-flattened penny, then in 1998 on CD, with different recordings/arrangements to the LP)
- Slow Riot for New Zerø Kanada (1999)
- Lift Your Skinny Fists Like Antennas to Heaven (2000, also known as Levez Vos Skinny Fists Comme Antennas to Heaven)
- Yanqui U.X.O. (2002)

- Allelujah! Don't Bend! Ascend! (2012)'
- Asunder, Sweet and Other Distress (2015)
- Luciferian Towers (2017)
- G_d’s Pee AT STATE’S END! (2021)
- No Title as of 13 February 2024 28,340 Dead (2024)